# Demons (chanson d'Imagine Dragons)
Pour les articles homonymes, voir Démon.
Singles de Imagine Dragons
Hear Me
(2012) On Top of the World
(2013)
Demons est une chanson du groupe Imagine Dragons sortie le 28 janvier 2013, quatrième single de l'album Night Visions. C'est une chanson très connue du groupe. Elle dure 2 minutes 57.

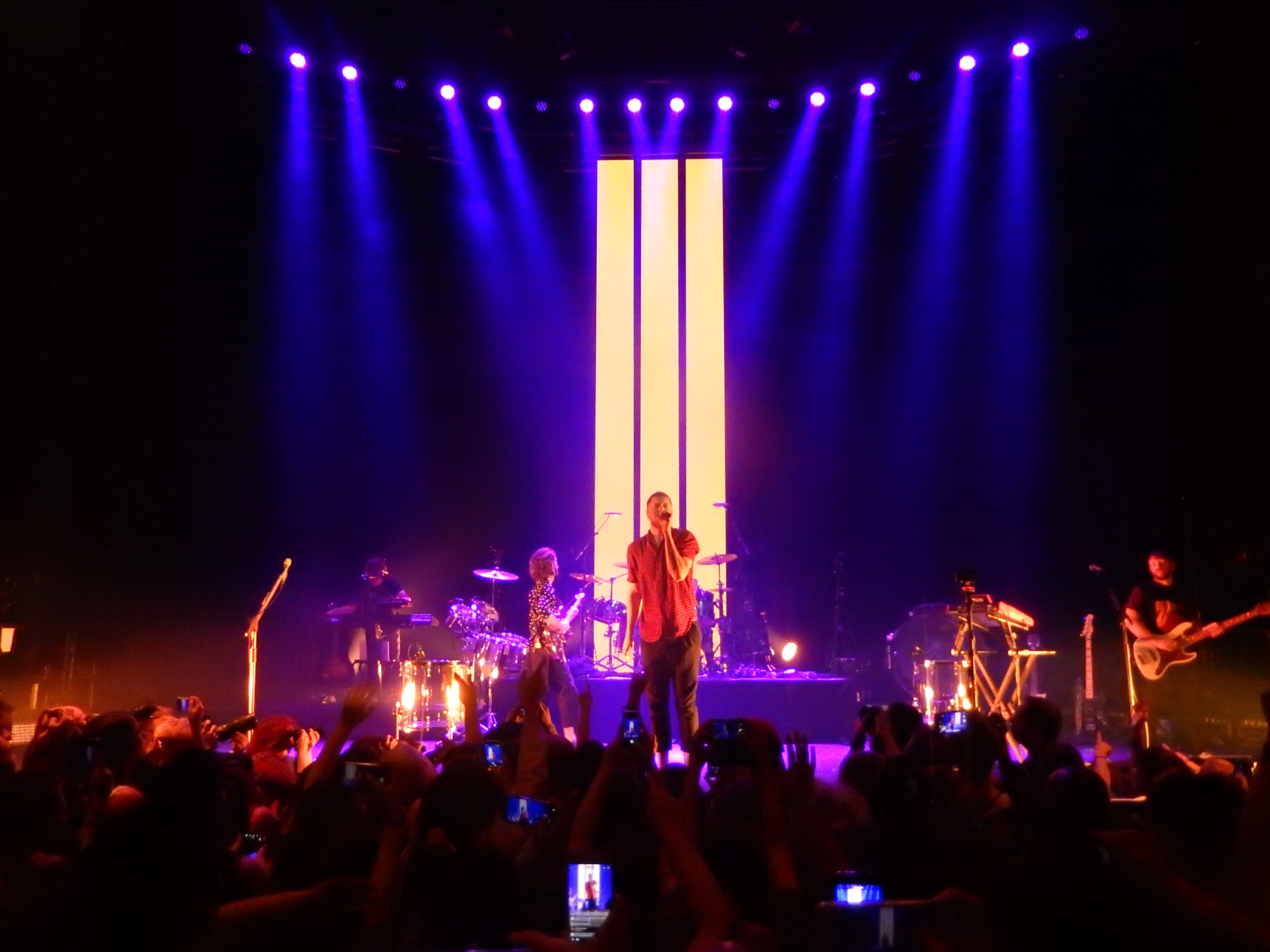
Concert de Imagine Dragons à Roundhouse, Londres.

## Liste des éditions
| 1. | Demons (Imagine Dragons Remix)   | 3:16 |
| 2. | Demons (KIDinaKORNER Remix)      | 3:19 |
| 3. | Demons (Acoustic Live in London) | 3:07 |
| 4. | Demons (vidéoclip)               | 3:56 |

| 1. | Demons | 2:57 |

## Classements
| Classement (2013)                      | Position |
| -------------------------------------- | -------- |
| Canada (Canadian Hot 100)              | 54       |
| Denmark (Tracklisten)                  | 43       |
| New Zealand (Recorded Music NZ)        | 39       |
| US Billboard Hot 100                   | 62       |
| US Hot Rock Songs (Billboard)          | 8        |
| US Rock Airplay (Billboard)            | 6        |
| US Adult Alternative Songs (Billboard) | 14       |
| US Adult Top 40 (Billboard)            | 50       |
| US Alternative Songs (Billboard)       | 5        |

| Classement (2014)                 | Position |
| --------------------------------- | -------- |
| Canada (Canadian Hot 100)         | 17       |
| Italy (FIMI)                      | 7        |
| Poland (ZPAV)                     | 16       |
| US Billboard Hot 100              | 23       |
| US Hot Rock Songs (Billboard)     | 6        |
| US Rock Airplay (Billboard)       | 13       |
| US Adult Contemporary (Billboard) | 21       |
| US Adult Top 40 (Billboard)       | 22       |
| US Alternative Songs (Billboard)  | 23       |
| US Mainstream Top 40 (Billboard)  | 35       |